# Praha-Dejvice
Praha-Dejvice – stacja kolejowa w Pradze, w Czechach przy ulicy Václavkova 169/1. Stacja posiada 3 perony.